# Кондратьев, Алексей Владимирович
Алексе́й Владимирович Кондра́тьев (род. 30 сентября 1971, Пичаево, Тамбовская область) — российский военный и государственный деятель. Сенатор Российской Федерации — представитель от исполнительной власти Курской области (с 2024 года). Вошёл в Комитет Совета Федерации по международным делам.
Глава города Тамбов (2010—2015), член Совета Федерации Федерального собрания Российской Федерации от исполнительного органа государственной власти Тамбовской области (2015—2020).

## Биография
Родился в селе Пичаево, Пичаевского района Тамбовской области. По окончании средней общеобразовательной школы обучался в Пензенском военном артиллерийском инженерном училище (специальность инженер-механик). По окончании военного училища (в 1993 году) проходил службу в Ульяновской воздушно-десантной дивизии, с 1998 по 2010 год служил в частях СпН ГРУ ГШ ВС РФ.
Проходил службу в Чеченской республике (участвовал в обеих кампаниях), принимал участие в миротворческой операции на территории автономного края Косово (СФРЮ). Имеет ранения. В 2001—2003 годах обучался в Общевойсковой академии Вооружённых Сил РФ (специалист в области управления). Служил заместителем командира 16-й отдельной бригады специального назначения ГРУ ГШ ВС РФ. Полковник.
В 2010 году Кондратьев возглавил список партии «Единая Россия» на выборах в городскую Думу Тамбова. После избрания был выбран председателем городской Думы. С октября 2010 года — глава города Тамбова.
Секретарь Местного политического совета местного отделения города Тамбова Тамбовского регионального отделения Партии Единая Россия. Член Президиума Регионального политсовета Тамбовского регионального отделения Партии Единая Россия.
22 сентября 2015 года постановлением Главы администрации Тамбовской области наделён полномочиями члена Совета Федерации Федерального собрания Российской Федерации — представителя от исполнительного органа государственной власти Тамбовской области. 
В 2022 году вернулся в состав вооружённых сил России добровольцем, принял участие в российском вторжении на Украину. В мае 2024 года в рамках кадровой программы Время героев проходил стажировку под руководством Павла Крашенинникова.
17 сентября 2024 года постановлением губернатора Курской области наделён полномочиями члена Совета Федерации Федерального собрания Российской Федерации — представителя от исполнительного органа государственной власти Курской области . Вошёл сначала в Комитет Совета Федерации по международным делам, но потом был переведён в Комитет по конституционному законодательству и государственному строительству.

## ЧВК «Редут»
По данным журналистских расследований, Алексей Кондратьев являлся одним из основных кураторов ЧВК «Редут», занимая должность командира по строевой части

## Награды
Награждён четырьмя орденами Мужества (1998, 2008, 2023, 2023), орденом «За военные заслуги» (2005), орденом Почёта (2017), медалью ордена «За заслуги перед Отечеством» II степени с мечами (2005).
Награждён медалью НАТО «За службу миру».

## Семья
Женат, воспитывает двух сыновей.